# Charles Hennemann
Charles Henry Hennemann (Iowa, 25 febbraio 1866 – 23 giugno 1938) è stato un discobolo e martellista statunitense.
Hennemann fu per tre volte campione statunitense del lancio del disco: 1897, 1898, 1902.
Hennemann partecipò alla gara di lancio del martello con maniglia corta ai Giochi olimpici di Saint Louis 1904, in cui arrivò quarto.